# Langzeitkorrelation
Langzeitkorrelationen, auch Langzeitpersistenz, Erhaltungsneigung oder Memory-Effekt genannt, sind Korrelationen mit divergierender Korrelationslänge.
Bei positiven Korrelationen folgt auf einen hohen Wert eher ein weiterer hoher und auf einen niedrigen ein niedriger; bei Langzeitkorrelationen gilt dies aufgrund der langsam abfallenden Korrelationsfunktion ebenso für ausgedehnte hohe bzw. niedrige Bereiche, die dann auf gleiche Weise miteinander korreliert sind wie die Einzelwerte. Dies führt zu einer ausgeprägten Berg- und Talstruktur, die sich etwa darin äußert, dass sich langzeitkorrelierte Sequenzen nur schwer von Trends abgrenzen lassen.
Langzeitkorrelationen sind selbstaffine Strukturen, die Selbstähnlichkeit nur unter anisotroper Längentransformation zeigen. Damit also z. B. eine langzeitkorrelierte Reihe aus Zufallszahlen sich selbst ähnelt, müssen die Abszisse und die Ordinate mit unterschiedlichen Faktoren gestreckt oder gestaucht werden.
Eine Erweiterung der Beschreibung von Langzeitkorrelationen stellt die Multifraktalität dar, bei der verschiedene Momente unterschiedlich langzeitkorreliert sind, was besonders stark bei Abflusszeitreihen auftritt.

## Auftreten
Langzeitkorrelationen sind bisher hauptsächlich bei Autokorrelationen untersucht worden, können grundsätzlich aber auch bei Kreuzkorrelationen und allgemein im multivariaten Fall auftreten. Sie wurden in den verschiedensten Bereichen gefunden, z. B. in
- Abflusszeitreihen
- langen Wetteraufzeichnungen
- DNA-Sequenzen
- Schwanken des Herzschlags
- Fluktuationen in neuronalen Aktionspotentialen
- dem menschlichen Gang.

Erstmals wurde der Effekt der Langzeitkorrelationen 1951 von H.E. Hurst bei der Untersuchung der langjährigen Nilreihe beschrieben. Er untersuchte, welche Pegelschwankungen des Nils ein Staudamm fassen muss, ohne überzulaufen oder auszutrocknen, was zu seiner R/S-Analyse mit dem Hurst-Exponenten {\displaystyle H} (verwandt mit {\displaystyle \alpha }, s. u.) führte. Im Zuge der Chaosforschung wurde die Thematik aufgegriffen und ist heute in vielen Bereichen Gegenstand der Forschung.

## Mathematische Beschreibung
Bei Langzeitkorrelationen hat das Integral über die Korrelationsfunktion {\displaystyle C(s)} keinen endlichen Wert:
{\displaystyle s_{\times }=\int _{0}^{\infty }\!\!C(s)\cdot {\rm {d}}s\quad \rightarrow \quad \infty \,.}
Dies gilt vor allem für eine potenzgesetzartig abfallende Korrelationsfunktion:
{\displaystyle C(s)\sim s^{-\gamma }}
mit einem Korrelationsexponenten {\displaystyle 0<\gamma <1} (im eindimensionalen Fall).
Derartige Korrelationen können mit verschiedenen Methoden quantifiziert werden:
- die numerisch berechnete Korrelationsfunktion liefert den obigen Korrelationsexponenten {\displaystyle \gamma }.
- das Leistungsspektrum fällt ab mit dem Exponenten {\displaystyle \beta }.
- die Fluktuationsanalyse zeigt den Fluktuationsexponenten {\displaystyle \alpha }.
- und andere, z. B. Wavelets.

Zwischen den drei Exponenten gelten die Beziehungen:
{\displaystyle {\begin{alignedat}{2}&\alpha +\gamma /2&&=1\\&\beta +\gamma &&=1\,,\end{alignedat}}}
letztere kann mittels des Wiener-Chintschin-Theorems gezeigt werden.
Im Gegensatz zu Langzeitkorrelationen haben Kurzzeitkorrelationen, die z. B. aus einem autoregressiven Prozess hervorgehen, eine endliche Korrelationslänge, z. B.
{\displaystyle C(s)={\rm {e}}^{-s/s_{\times }}}.